# Amadeus (Vorname)

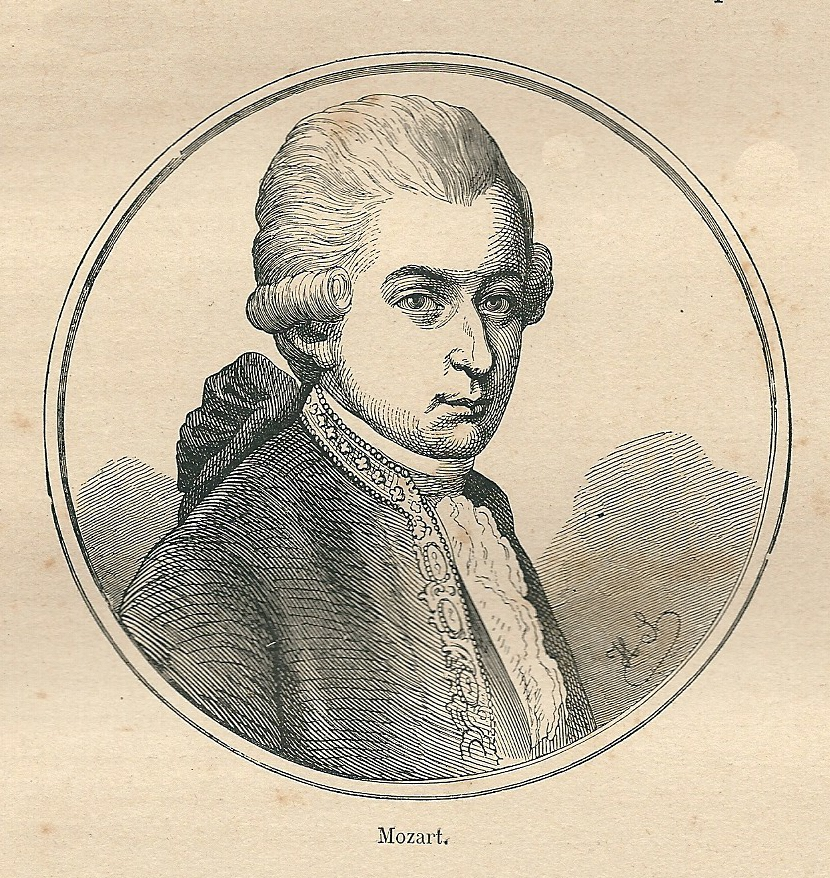
Wolfgang Amadeus Mozart

Amadeus ist ein männlicher Vorname.

## Herkunft und Bedeutung
Der Name Amadeus setzt sich aus den lateinischen Vokabeln amare „lieben“ und deus „Gott“ zusammen. Über die genaue Bedeutung dieser Zusammensetzung herrscht Uneinigkeit.
Am wahrscheinlichsten ist die imperativische Deutung: „liebe Gott!“, vgl. der Imperativ ama. Es handelt sich dabei um ein Terpsimbrotos-Kompositum, wie es insbesondere aus dem Altgriechischen bekannt ist, weshalb das Wort deus nicht im Akkusativ („ama deum!“), sondern im Nominativ steht.
Gelegentlich wird der Name auch mit „Liebe Gottes“, „von Gott geliebt“ oder „der Gott Liebende“ übersetzt.

## Verbreitung
Der Name entstand im mittelalterlichen Italien, vermutlich als bewusste Abwandlung des griechischen Namens Θεόφιλος Theóphilos. Im Königshaus von Savoyen war dieser Name traditionell und wurde insbesondere durch Amadeus IX. verbreitet.
Amadeus war vor allem im 17. und 18. Jahrhundert in pietistischen Kreisen verbreitet.
Heute wird der Name in erster Linie in Österreich und Deutschland vergeben, ist dort jedoch sehr selten.
In Österreich erreichte Amadeus im Jahr 2020 mit Rang 426 in den Vornamenscharts seine höchste Platzierung seit Aufzeichnungsbeginn 1984. Der Name wurde zehnmal und damit an 0,02 % der Jungen vergeben.
In Deutschland wurde Amadeus zwischen 2010 und 2021 nur etwa 600 Mal vergeben. Für den Zeitraum der 2010er Jahre liegt der Name auf Rang 542 in den Vornamenscharts.

## Varianten
- Französisch: Amédée
  - Schweiz: Amadé
- Italienisch: Amadeo, Amedeo
  - Feminin: Amadea
- Polnisch: Amadeusz
- Portugiesisch: Amadeu
- Russisch: Амадей Amadei, Amadej
- Slowenisch: Amadej
  - Feminin: Amadeja
- Spanisch: Amadeo
  - Literarisch: Amadís, Amadis
- Ukrainisch: Амадей Amadei, Amadej
- Ungarisch: Amadeusz

Aus den gleichen Elementen zusammengesetzte Namen in anderen Sprachen sind:
- Altgriechisch: Θεόφιλος Theóphilos
- Deutsch: Gottlieb
- Kirchenslawisch: Богꙋмил bogumil
- Serbisch: Bogoljub

## Namenstage
- 30. März: nach Amadeus IX.
- 30. August: nach Amadeus von Lausanne

## Namensträger

### Herrscher
- Amadeus I. (1048–1072), Graf von Savoyen, Sohn von Humbert I.
- Amadeus II. (ca. 1050–1080), Graf von Savoyen, Sohn von Graf Otto von Savoyen
- Amadeus III. (ca. 1092–1148), Graf von Savoyen, Sohn von Humbert II.
- Amadeus II. (Montfaucon) (1130–1195), Herr von Montfaucon und Graf von Mömpelgard
- Amadeus IV. (ca. 1195–1253), Graf von Savoyen, Sohn von Thomas I.
- Amadeus V., der Große (ca. 1252–1323), Graf von Savoyen, Sohn von Sohn von Thomas II.
- Amadeus III. (1311–1367), Graf von Genf, Sohn von Wilhelm III.
- Amadeus VI., der grüne Graf (1334–1383), Graf von Savoyen, Sohn von Aymon von Savoyen
- Amadeus VII., der rote Graf (1360–1391), Graf von Savoyen, Sohn von Amadeus VI.
- Amadeus VIII., der Friedfertige, (1383–1451), Herzog von Savoyen und letzter Gegenpapst, Sohn von Amadeus VII.
- Amadeus IX., der Glückselige (1435–1472), Herzog von Savoyen, Sohn von Ludwig von Savoyen
- Amadeus I. (1845–1890), Herzog von Aosta und von 1871 bis 1873 König von Spanien
- Amedeus III. von Savoyen-Aosta (1898–1942), Herzog von Aosta, italienischer Offizier und Vizekönig von Italienisch-Ostafrika
- Amadeus von Savoyen (1943–2021), Unternehmer, beanspruchte die Stellung des Thronprätendenten der 1946 abgeschafften italienischen Monarchie

### Weitere Namensträger
- Amadeus von Lausanne (ca. 1110–1159), Bischof von Lausanne
- Wolfgang Amadeus Mozart (1756–1791), Komponist
- Ernst Theodor Amadeus Hoffmann (1776–1822), Schriftsteller und Komponist
- Karl Amadeus Hartmann (1905–1963), Komponist, Schüler von Anton Webern und Hermann Scherchen
- Amadeus August (1942–1992), deutscher Schauspieler

### Künstlername
- Amadeus, Künstlername von Amedeo Sebastiani (* 1962), italienischer Moderator
- Rambo Amadeus, Künstlername von Antonije Pušić (* 1963), montenegrinischer Sänger und Satiriker